# Ugly law
Ugly law kallas de lagar som flera amerikanska städer hade från slutet av 1860-talet till 1970-talet, som gjorde det olagligt för personer med "fula eller äckliga" funktionsnedsättningar att synas offentligt.
Några av dessa lagar kallades Unsightly Beggar Ordinances. 